# Tramway de Villiers-le-Bel
Le tramway de Villiers-le-Bel est une ancienne ligne de tramway française qui reliait la gare de Villiers-le-Bel - Gonesse - Arnouville au village de Villiers-le-Bel, en Seine-et-Oise, actuel Val-d'Oise. Cette ligne a été exploitée de 1878 à 1949 avant d'être supprimée et remplacée par la ligne d'autobus 268, exploitée par la RATP.
Il s'agit du premier (ou de l'un des premiers) tramway à vapeur à voie métrique exploité en France.

## Histoire
Le chemin de fer de Paris à Lille dessert la commune de Villiers-le-Bel à partir de 1859. Le quartier de la nouvelle gare de Villiers-le-Bel - Gonesse - Arnouville, elle-même située sur le territoire d'Arnouville-lès-Gonesse, est progressivement loti et voit s'installer une population d'ouvriers et d'employés.
Le bourg historique étant excentré d'environ 3 km par rapport à la gare et comptant environ 2 000 habitants, auxquels se rajoutaient les 800 écoliers scolarisés dans six pensions, le besoin d'une liaison commode à la gare devenait de plus en plus nécessaire. La création d'un tramway à traction hippomobile est déclarée d'utilité publique par décret du 20 juillet 1876, au bénéfice de Messieurs Bonnaterre et Coquerel.
Toutefois, compte tenu de la pente à gravir, les concessionnaires envisagèrent rapidement de faire circuler sur la ligne des tramways à vapeur. Compte tenu de leur inexpérience en la matière, ils se substituèrent la Société anonyme des chemins de fer sur routes en 1877. Une déclaration d'utilité publique complémentaire autorisa le prolongement de la ligne à l'intérieur du village (décret du 21 août 1877).
La ligne fut construite à l'écartement anglais dit Cape Gauge (1 067 mm - 3 pieds 6 pouces) à voie unique. Le trafic est peu important avec seulement quelques centaines de voyageurs par jour, suffisant au début de l'exploitation pour générer un bénéfice pour le concessionnaire, mais l'infrastructure se dégrade et, en juin 1913, un déraillement se produit. L'enquête démontre que 150 m de rails et 5 500 traverses sont à remplacer et de nombreux travaux à réaliser. Le début de la Première Guerre mondiale rend très difficile l'exploitation, en raison du manque de traminots et de matières premières. En 1915, l'exploitant est déclaré en faillite.
Dès la fin de la guerre, des demandes de réouverture de la ligne se font entendre, et, en avril 1923, le conseil municipal adopte le projet définitif d'un tramway électrique à voie métrique. Le département de Seine-et-Oise, concède la nouvelle ligne à la commune, qui en afferme l'exploitation à la Société des tramways de Villiers-le-Bel. Cette nouvelle ligne est déclarée d'utilité en janvier 1926 et mise en service le 17 juin 1928, sur le même itinéraire que son prédécesseur. L'exploitation de la ligne devient à son tour déficitaire, concurrencée par le développement de la circulation routière, et l'entretien de la ligne se révèle insuffisant, entraînant une dégradation progressive des installations.
Lors de la Deuxième Guerre mondiale, le trafic routier civil cesse et le tramway redevient bénéficiaire, mais le matériel et l'infrastructure ne sont pratiquement plus entretenus, et, à la fin du conflit, l'ensemble est à bout de souffle et nécessiterait d'importants investissements qui ne sont pas accordés pour un mode de transport ressenti comme vétuste et peu attractif. Il est alors décidé de prolonger  jusqu'à Villiers-le-Bel la ligne RATP reliant jusqu'ici Paris à Pierrefitte-sur-Seine. Lorsque la RATP récupère ses bus dispersés par la guerre, elle crée en 1949 la ligne 268, semi-directe de la porte de la Chapelle à la gare de Villiers-le-Bel - Gonesse - Arnouville, en suivant l'ancien tracé du tramway, qui cesse alors son exploitation, dans Villiers-le-Bel.

## Tracé
La ligne débutait à Arnouville sur la place de la gare, prenait l'accotement de l'actuelle avenue Pierre-Sémard côté Arnouville, entrait dans Villiers-le-Bel peu avant le carrefour des Carreaux qu'elle traversait, et suivait la route. Puis elle entrait dans le bourg ancien de Villiers-le-Bel par l'avenue Gambetta, où elle marquait l'arrêt à la station des Quinconces, poursuivait jusqu'à l'église où elle marquait un second arrêt, à 2,7 km de la gare. La voie se poursuivait sur 390 m le long de la rue Julien-Boursier, pour atteindre le terminus à la gare, dite de l'Espérance, et le dépôt. Dans la traversée du bourg, la voie était placée sur la chaussée elle-même, la rue n'ayant qu'une largeur de 7,5 m. La voie présentait des courbes de rayon serré, ce qui, avec les côtes, rendait la ligne d'exploitation difficile pour les équipes de conduite.

## Le tramway vapeur

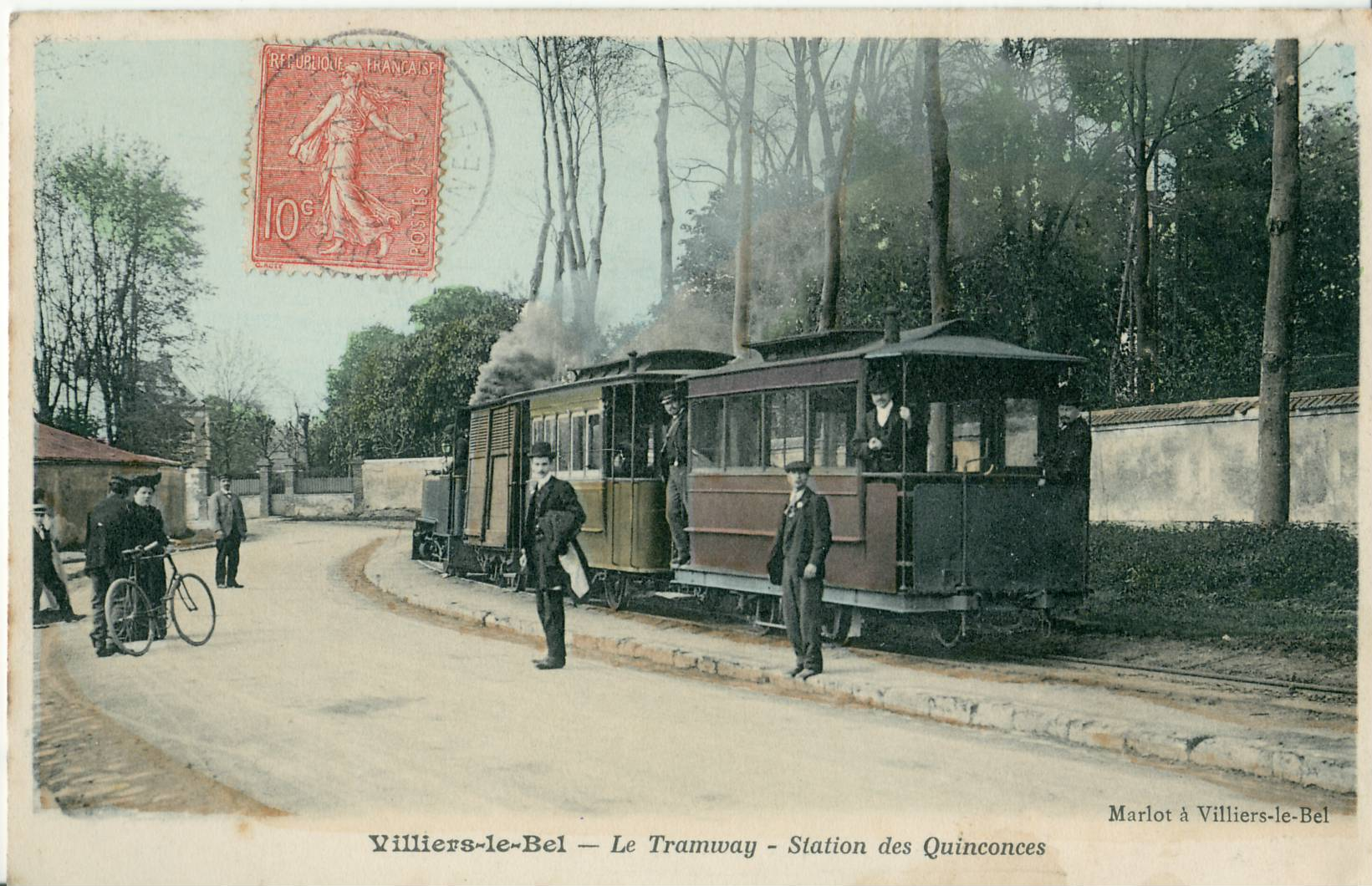
Le tramway sur l'évitement de la station des Quinconces

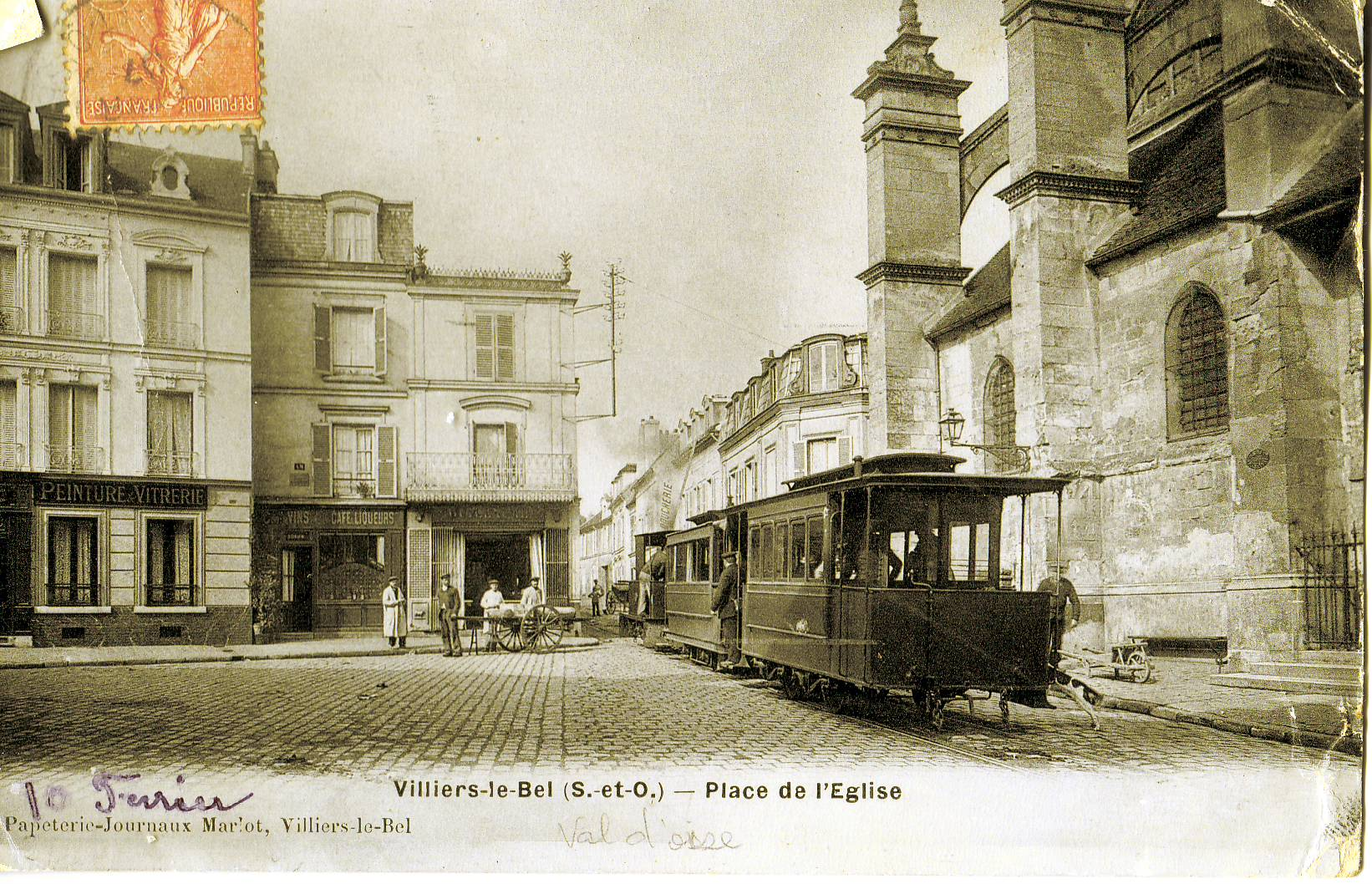
Le tramway sur la Place de l'église, ...

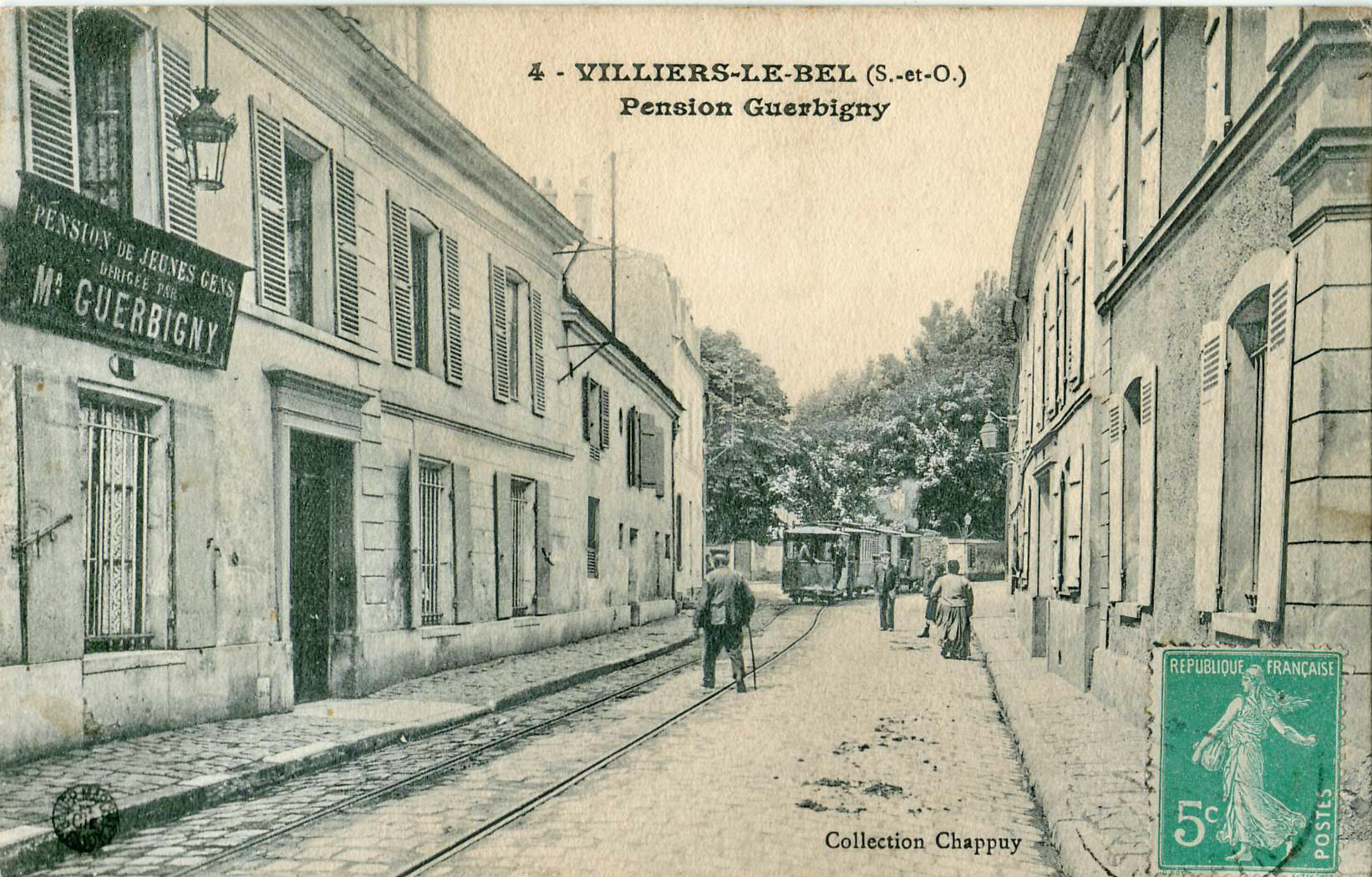
... devant la pension Guerbigny ...

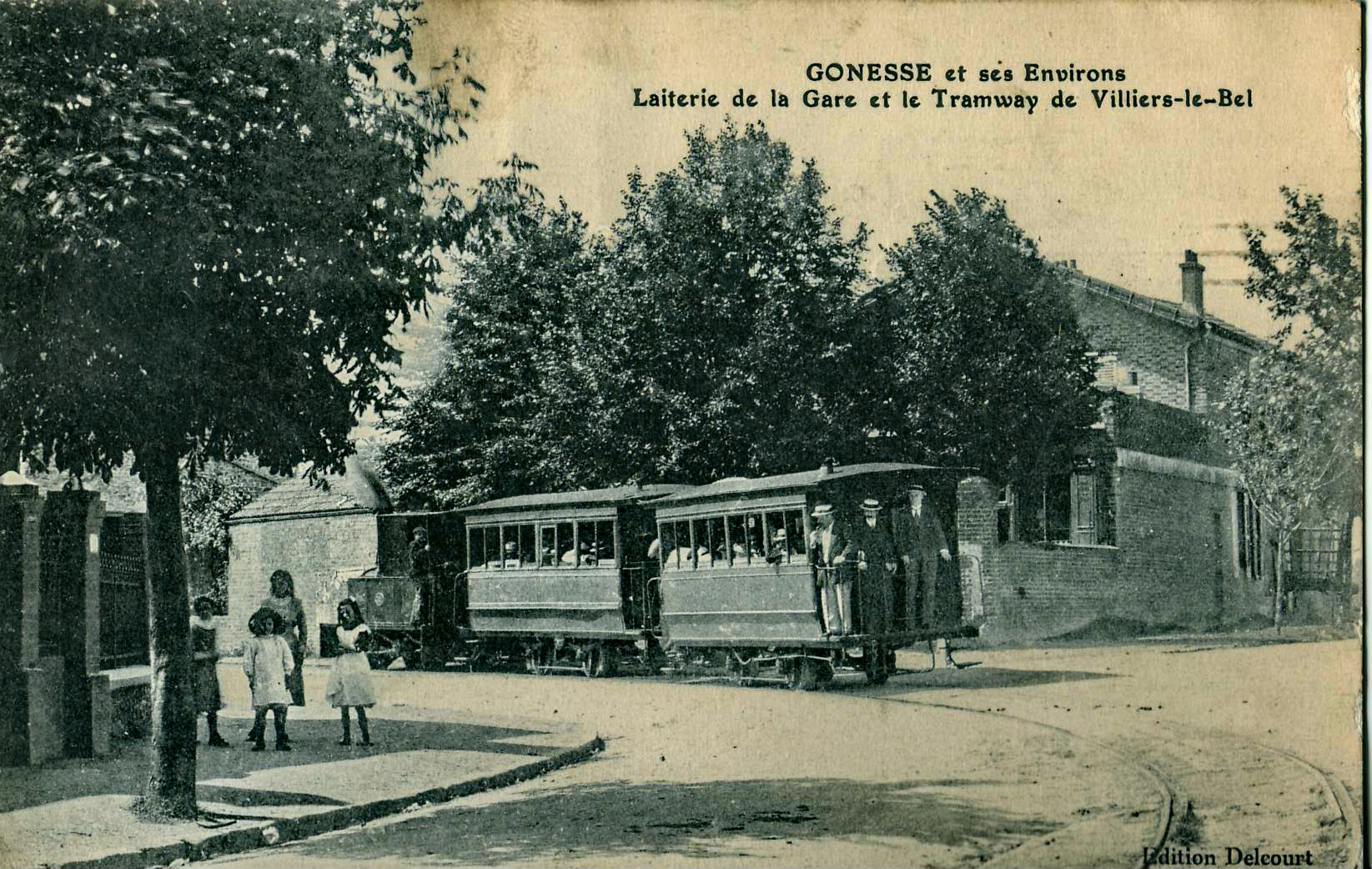
... et devant la Laiterie de la Gare

### Matériel et infrastructure
Matériel roulant
L'exploitation débuta avec deux locomotives à vapeur, fournies par Crespin et Marteau en 1877. Ces machines, numérotées 1 et 2, de type 020T, de 8 t (10 t en charge), avaient leur mouvement caché par des jupes, de manière à ne pas effrayer les chevaux. Elles disposaient d'une double transmission, l'une, classique, par bielles, et l'autre, par engrenages. La no 1 fut retirée du service en février 1886 et la no 2 en mars 1902.
Une troisième machine, fournie par Tilkin-Mention à Liège en 1878, également de type 020T, plus puissante, fut accusée de détériorer la voie en raison de son poids (10,6 t à vide, 13,6 t en charge) et fut peu utilisée. Elle pouvait remorquer trois remorques. Cette machine no 3 fut utilisée jusqu'en mars 1902.
L'exploitant acquit en 1886 une locomotive 020T à Corpet-Louvet, qui portait le n° de constructeur 452 et fut renumérotée no 1 sur la ligne. Lourde de 7,2 t, elle fut utilisée jusqu'à la fin de l'exploitation vapeur, en décembre 1915.
Il acquit d'occasion une seconde machine Corpet-Louvet, type 030T de 10 tonnes, construite en 1886, et qui fut mise en service le 28 avril 1889 pour remplacer la Tilkin-Mention dont elle reprit le no 3.
Enfin, il mit en service le 1er février 1902 une autre machine d'occasion, construite par Anjubault en 1860, type 020 T, lourde de 8 tonnes, qui porta le no 4 sur la ligne. Ces deux machines d'occasion furent également utilisées jusqu'à la fin de l'exploitation.
La compagnie disposait également six voitures pour les voyageurs (deux de 26 places, fournies par Bonnefond à Paris en 1877, deux de 32 places acquises d'occasion en 1878 et deux de 32 places fournies en 1877 par Thibault à Paris).
Enfin, le fret était transporté par deux wagons, moitié couvert, moitié plat, de 5,50 m de longueur.
La voie

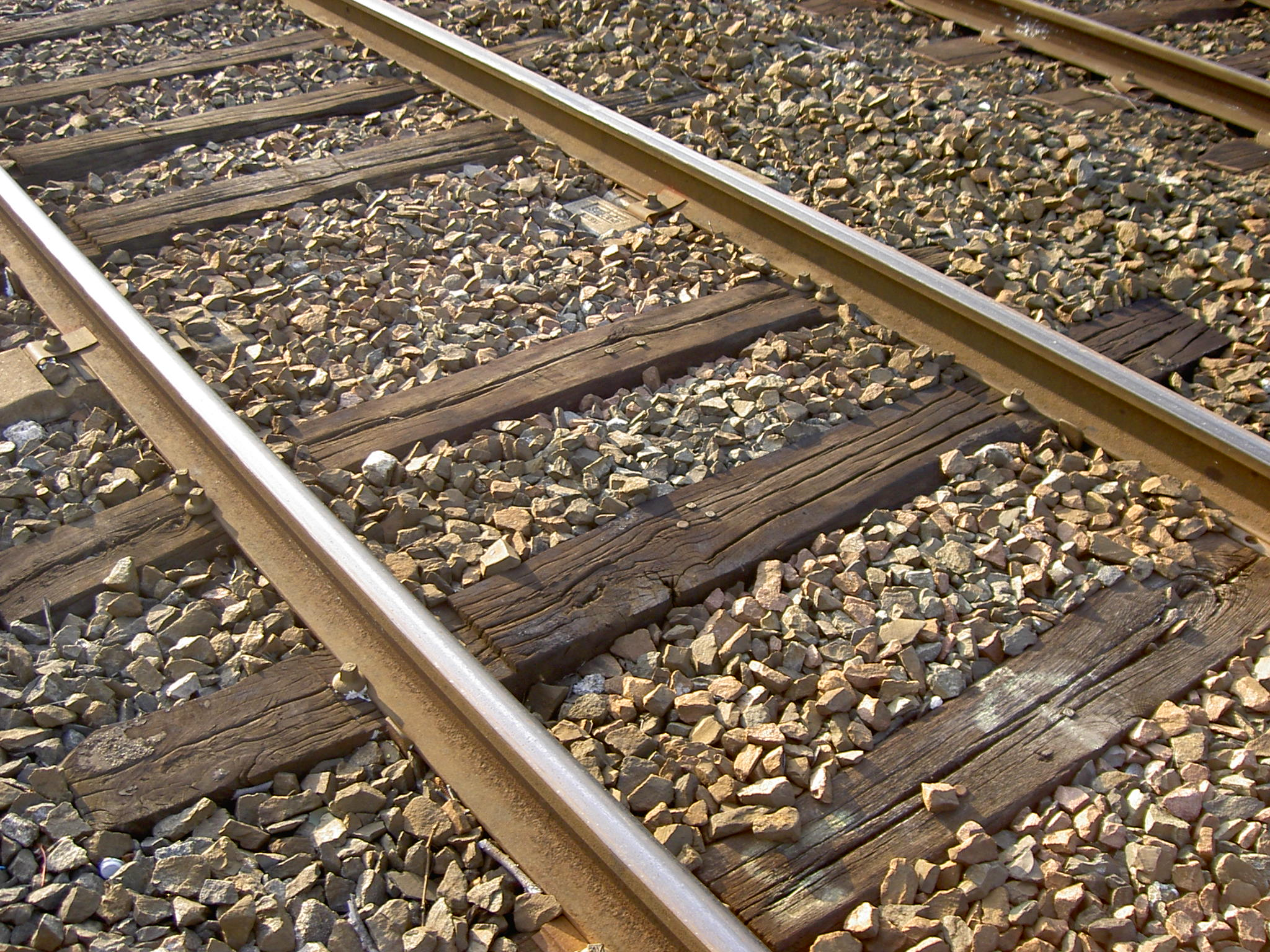
Voie ferrée en rails type « Vignole » sur traverses en bois

La voie présentait de fortes déclivitées, avec une rampe de 33 ‰ à l'entrée de Villiers-le-Bel (et même 53 ‰ sur 75 m de long). Elle était armée de rails Vignole en fer de 16 kg/mètre, écartés de 1,06 m et fixés par des crampons sur des traverses en bois de 1,80 m de long, 0,18 m de large et 0,12 m d'épaisseur, espacées de 90 cm. Dans la traversée de Villiers-le-Bel, la voie était incorporée dans la chaussée et dotée de contre-rails.
Faute d'entretien (car on évoqua très rapidement sa transformation en voie métrique), la voie commença à se dégrader dès 1881, et la compagnie remplaça les rails dans le bourg par de nouveaux, toujours en fer, de 20 kg/m en coupons de 8 m, placés sur 8 traverses et fixés par des tirefonds.
L'entretien resta néanmoins toujours très limité, engendrant de nombreuses réclamations. En 1904, le préfet demande que soit dressé un procès-verbal contre la compagnie, pour mauvais état de la voie, dont les rails de fer étaient arrivés à limite d'usure, et la commune demande à la compagnie de produire un programme de renouvellement. Celui-ci prévoit que la voie sera remise en état au cours des années 1905 et 1906.
Ces mesures se révèlent insuffisantes et, le 13 mai 1913, le tramway déraille, la voie, mal entretenue, s'étant élargie. Le préfet exige la réparation des aiguillages, le remplacement de 150 m de rails usés, un réglage général de la voie (en alignement et en courbes) ainsi que la vérification et le serrage des boulons d'éclisses.
La signalisation et les évitements

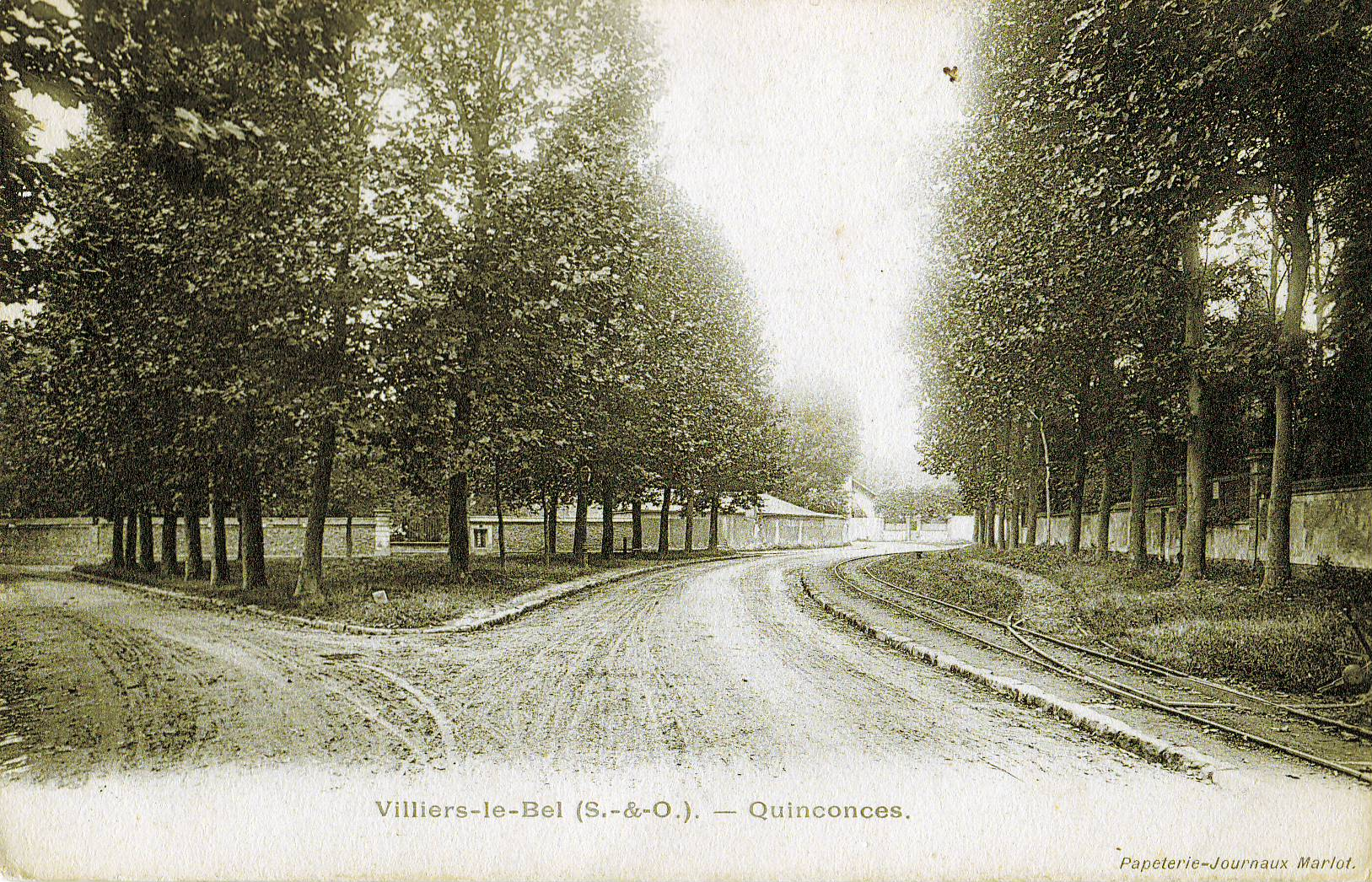
L'évitement des Quinconces

La voie unique  ne comprenait de possibilités de croisement qu'aux gares terminales, ainsi qu'un évitement à la station des Quinconces. Le respect des horaires assurait la sécurité ferroviaire, et la signalisation se limitait à des panneaux « Ralentissements » à certains points singuliers.
Les installations de terminus
Le terminus de la gare de Villiers était équipé de deux voies se terminant dans une remise, l'une de ces voies étant dotée d'une plaque tournante reliée à l'autre voie par une bretelle.
Le dépôt de l'Espérance était équipé d'une remise à trois voies en impasse, commandées par une plaque tournante, d'un parc à charbon, d'une fosse. À l'entrée du dépôt se trouvait la gare des voyageurs.

### L'exploitation

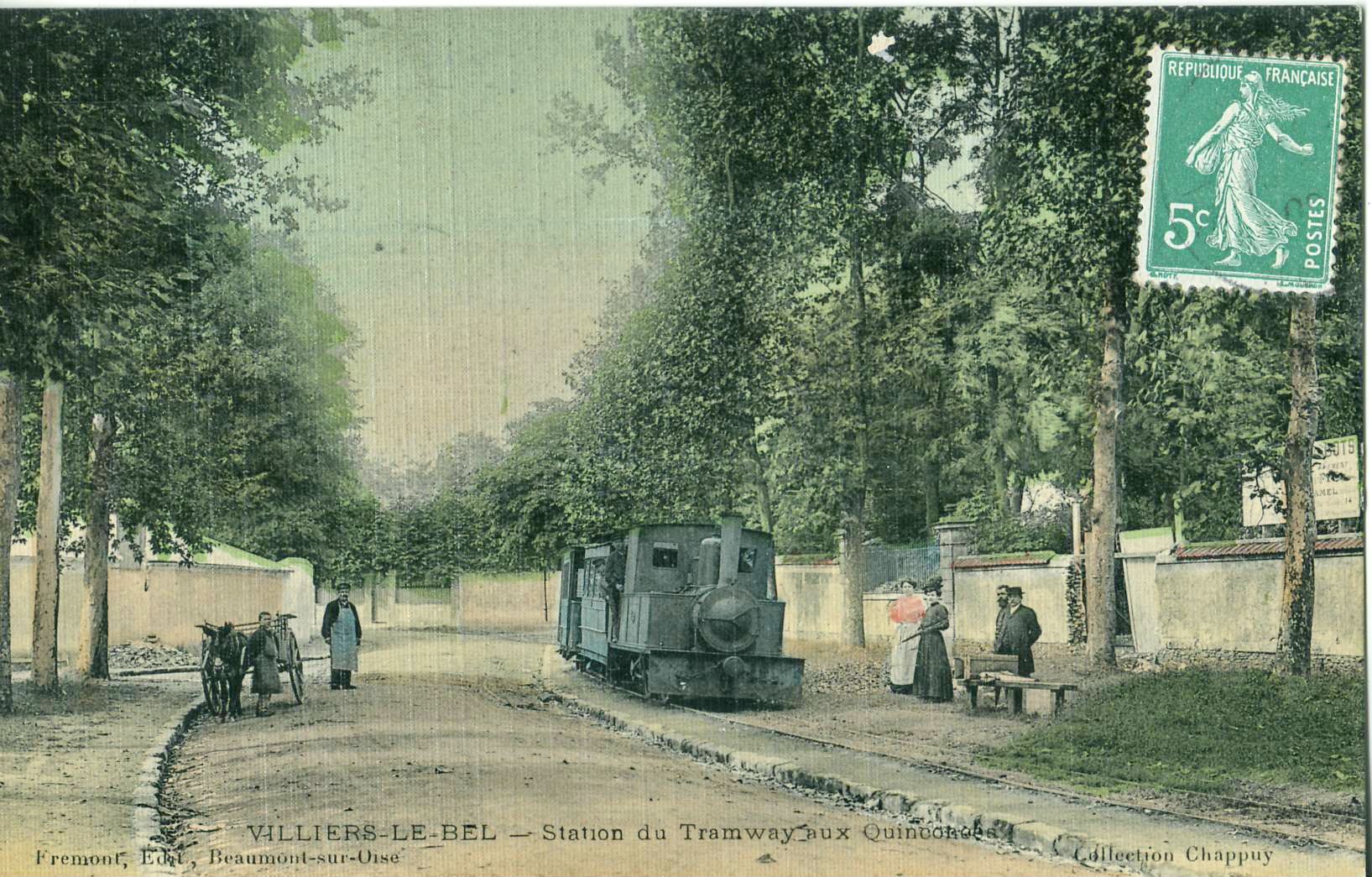
Le tramway à vapeur aux Quinconces. On ne distingue pas l'immatriculation de la locomotive

Comme pour un tramway urbain, le service n'était ouvert qu'au service des voyageurs, de leurs bagages et des messageries.
L'exploitation prévoyait, au début de la ligne, neuf tramways par jour, donnant correspondance à la gare de Villiers-le-Bel - Gonesse - Arnouville à des trains de et vers Paris.
En 1886, la compagnie eut de nombreuses difficultés avec son parc de locomotives, ce qui amena à une cessation de l'exploitation du 24 avril au 11 mai. Afin d'éviter que cela ne se renouvelle, la compagnie commanda une locomotive à Corpet-Louvet pour remplacer la Crespin & Marteau no 1, et fit remplacer la chaudière de la Crespin & Marteau no 2.
Néanmoins, le maire de Villiers-le-Bel rendait compte au préfet de Seine-et-Oise le 3 mars 1887 que « les réparations faites sur deux des quatre voitures en service sont complètement insuffisantes. Quant aux locomotives, une seule se trouve en état de pouvoir assurer le service ; la seconde est une machine Saint-Pierre et Goudal qui a été transformée il y a plus de dix ans. Elle put en certains cas suppléer à la première. Quant à la troisième, elle date de 1878, et d'un type des plus défectueux ; par son poids elle détériore la voie. Elle serait beaucoup mieux à sa place sur un chantier de terrassement ». Le même rapport regrettait que l'accès au quai du tramway, place de la gare, ne soit pas viabilisé.
Ce n'est qu'en 1900, avec l'arrivée de la seconde locomotive Corpet-Louvet, acquise d'occasion, que la compagnie disposa de quatre locomotives  : deux étaient en service régulier pendant 8 à 10 jours, une troisième en entretien, et la quatrième, en secours, servait notamment lors des périodes de gros entretien de l'une des autres machines.
En 1903, l'offre de transport comprenait onze trains dans chaque sens en semaine, et douze ou treize les dimanches et fêtes, selon la saison.
Les rames mettaient 14 ou 15 minutes pour faire le trajet, et le personnel du train comprenait un mécanicien, un chauffeur et un chef de train, chargé de la manœuvre du frein et de la perception du prix du voyage.
Lors de la mise en service de la ligne, le tramway transporta en moyenne (du 1er avril au 31 décembre 1878) 230 passagers par jour, alors que les anciennes voitures de correspondance n'en transportaient que 115. Les recettes étaient alors de 2,16 F par train/kilomètre alors que les dépenses étaient de 1,82 F par train/kilomètre.
En septembre 1903 eut lieu une seconde interruption de service, faute de locomotives en état de marche (la compagnie ne disposait à ce moment-là que des locomotives nos 3 et 4). Après mise en demeure préfectorale, ces deux machines reprennent tant bien que mal le service jusqu'à la cessation du service en 1915.
La mobilisation de 1914 aggrava les difficultés d'exploitation, et celle-ci cessa définitivement (en exploitation vapeur)  en décembre 1915, un an avant la fin de la concession.

## Le tramway électrique

### Matériel et infrastructure

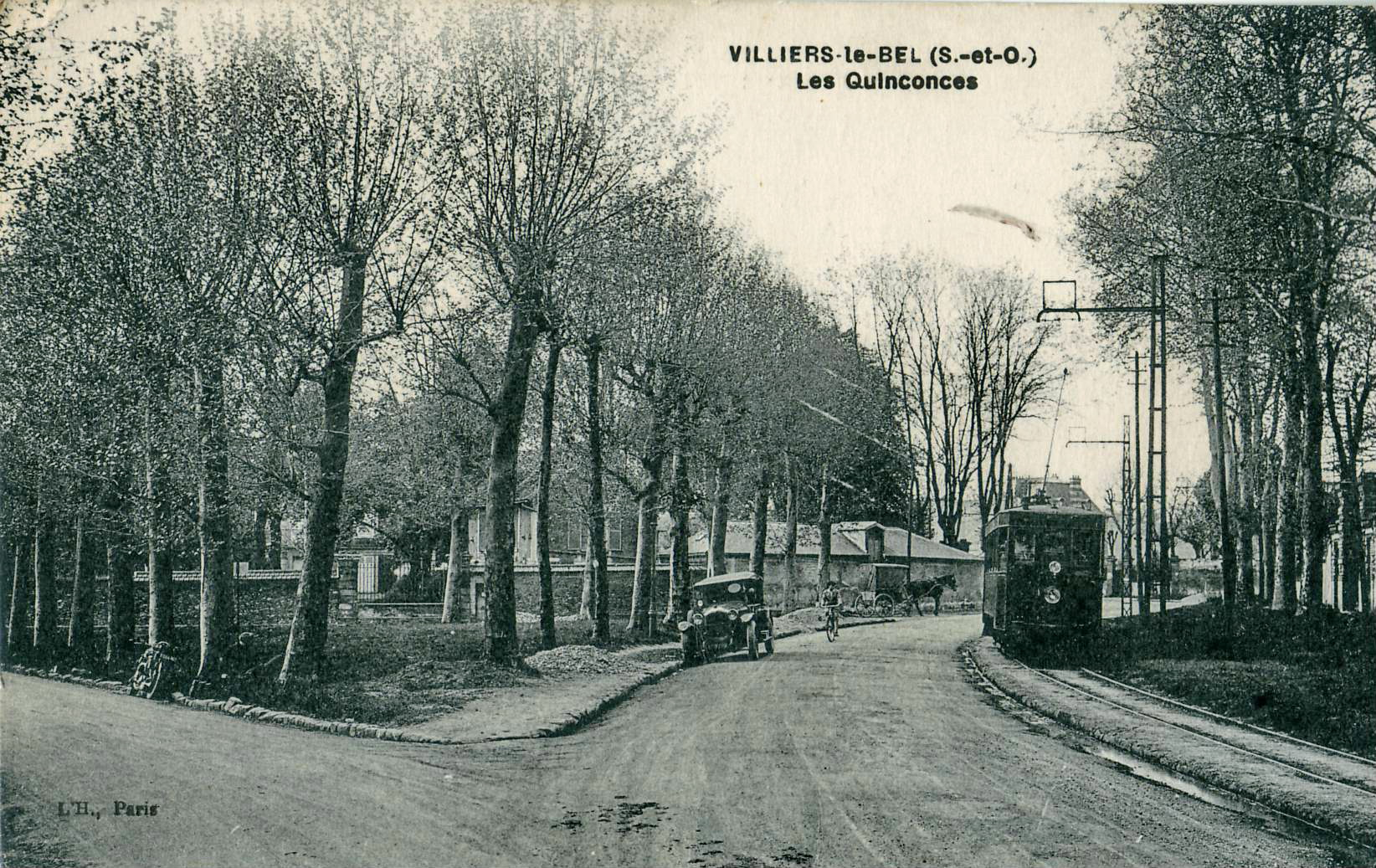
Tramway électrique à la station Quinconces

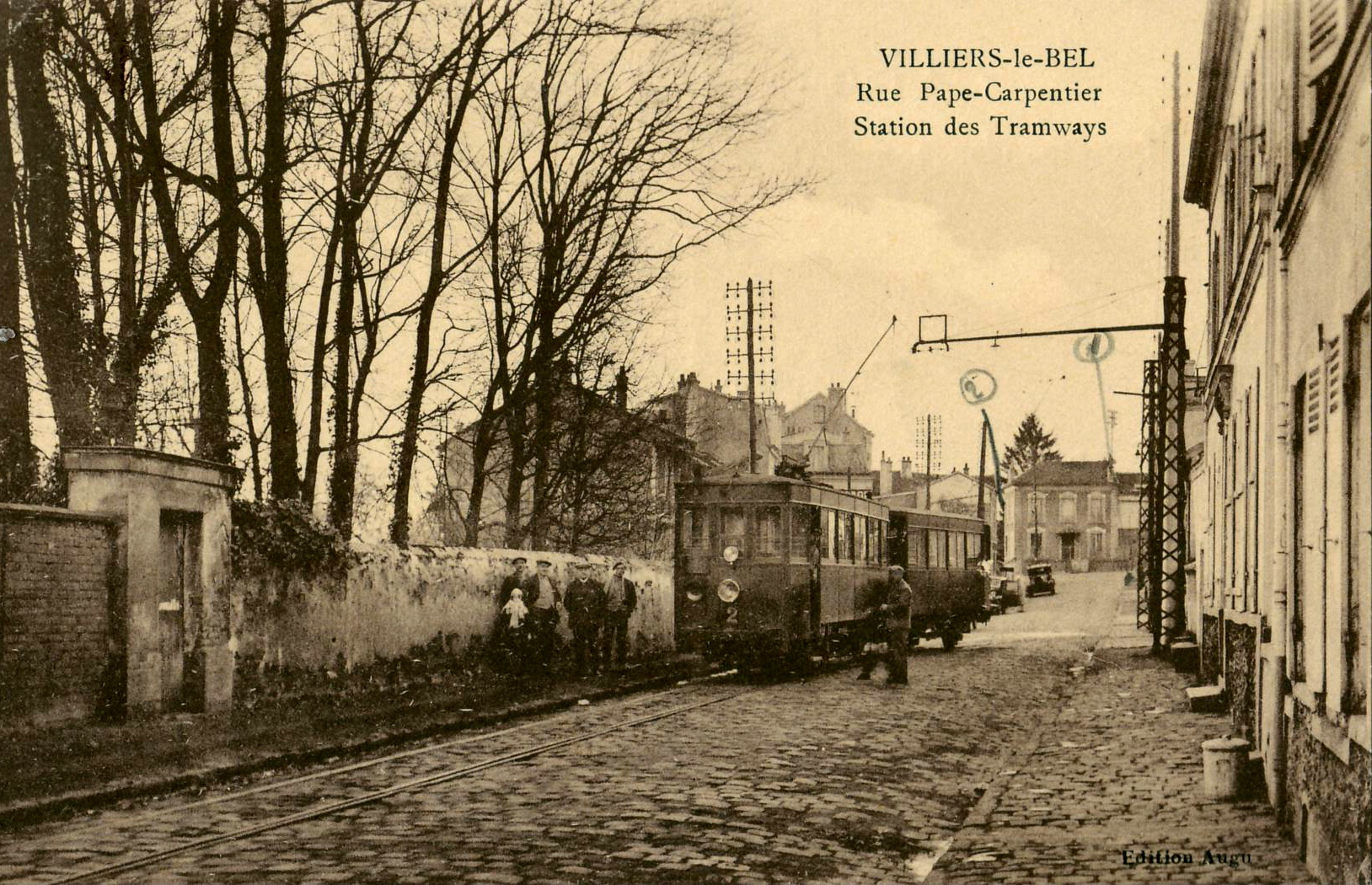
Rame électrique tractée par la motrice n°2, rue Pape Carpentier dans les années 1930

Le matériel roulant était constitué de deux motrices et d'une remorque, ainsi que d'un wagon plat destiné au service des marchandises.
Les motrices avaient été fournies par Thomson-Houston et par la Société de construction et d'entretien de matériel roulant de Nanterre. Ces motrices de 12 t reposant sur deux essieux moteurs, avaient 24 places assises disposées sur des banquettes longitudinales et étaient d'un modèle identique à celui du tramway de Reims. Elles étaient tractées par deux moteurs de 39 CV, alimentés par une ligne de contact sous courant continu de 550/660 V dont l'énergie provenait d'une sous-station située au dépôt de l'Espérance équipée de deux commutatrices de 50 CV dont l'énergie était fournie, avant la nationalisation de l'électricité par la loi du 8 avril 1946, par la société Nord-Lumière.

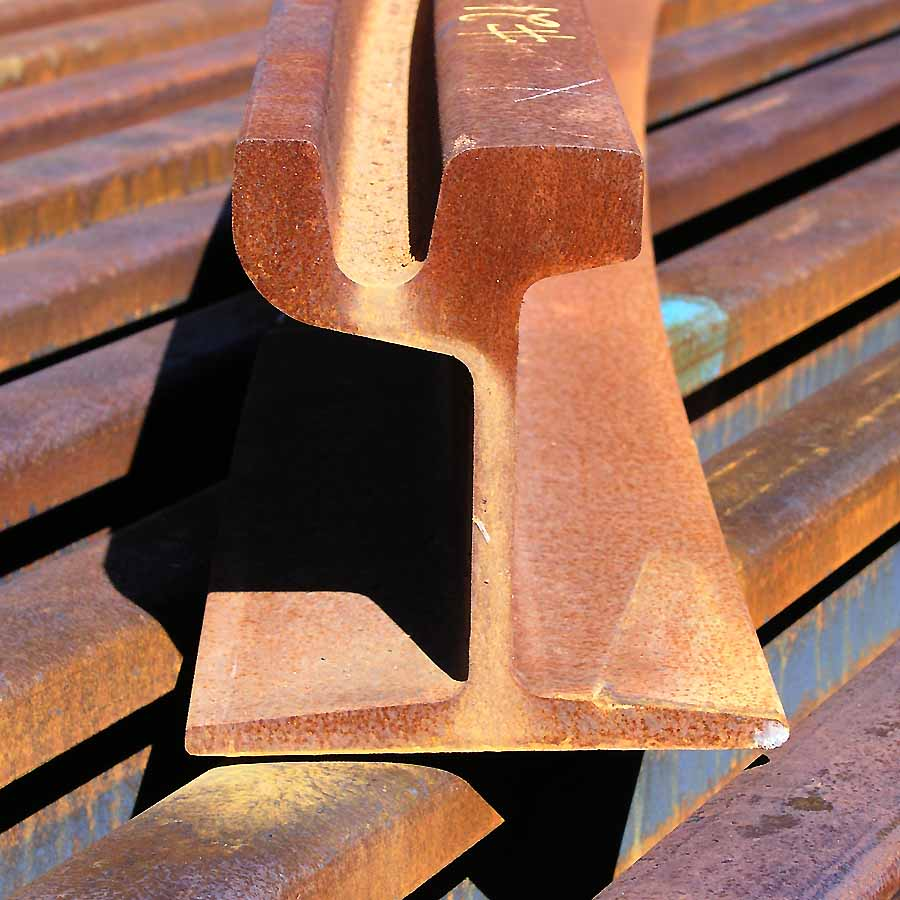
Rail type « Broca »

La voie, métrique, était constituée de rails Vignole, provenant sans doute en partie de l'ancienne infrastructure, et reprenait l'ancien tracé. Toutefois, l'évitement des Quinconces fut supprimé.
La voie fut renouvelée en 1937 par des rails type Broca provenant des anciens tramways parisiens que la STCRP supprimait alors.

### L'exploitation
La durée du trajet est abaissée à 10 minutes, et une quinzaine de navettes circulent chaque jour.
Bientôt arrive la Seconde Guerre mondiale, avec son cortège de privations de toutes sortes : le matériel et la voie sont alors utilisés avec un entretien réduit plus qu'au minimum, et la ligne, dans un état de délabrement avancé, est fermée en 1949.